# Metaverpulus
Metaverpulus is een geslacht van hooiwagens uit de familie Sclerosomatidae.
De wetenschappelijke naam Metaverpulus is voor het eerst geldig gepubliceerd door Roewer in 1912. 

## Soorten
Metaverpulus omvat de volgende 7 soorten:
- Metaverpulus bhutanicus
- Metaverpulus distinctus
- Metaverpulus hirsutus
- Metaverpulus kanchensis
- Metaverpulus laevis
- Metaverpulus multidentatus
- Metaverpulus persimilis